# Metropolia Fianarantsoa
Metropolia Fianarantsoa – jedna z 5 metropolii kościoła rzymskokatolickiego na Madagaskarze. Została ustanowiona 11 grudnia 1958.

## Diecezje
- Archidiecezja Fianarantsoa
  - Diecezja Ambositra
  - Diecezja Farafangana
  - Diecezja Ihosy
  - Diecezja Mananjary

## Metropolici
- Xavier Ferdinand J. Thoyer (1958–1962)
- Gilbert Ramanantoanina (1962–1991)
- Philibert Randriambololona (1992–2002)
- Fulgence Rabemahafaly (od 2002)